# Katuma
Katuma è una circoscrizione rurale (rural ward) della Tanzania situata nel distretto di Tanganyika, regione di Katavi. Conta una popolazione di 35 018 abitanti (censimento 2022).